# Tmesisternus albovittatus
Tmesisternus albovittatus là một loài bọ cánh cứng trong họ Cerambycidae.